# Зошак, Штефан
Ште́фан Зо́шак (словац. Štefan Zošák; род. 3 апреля 1984, Прешов) — словацкий футболист, полузащитник клуба «Бесенова».

## Карьера
Футбольную карьеру начинал в 2001 году в «Кошице». В 2002 году стал игроком другого словацкого клуба «Ружомберок», за которую играл до 2010 года. В 2010 году подписал контракт с «Жилиной». В 2012 году был арендован клубом «Татран». В 2013 году был в аренде в клубе «Нитра». В 2013 году вернулся в «Ружомберок». Летом 2016 года стал игороком казахстанского клуба «Шахтёр». В начале 2018 года подписал контракт с словацким клубом «Попрад».